# Rubén Pereira
Rubén Fabián Pereira Márquez (lub Pereyra Márquez) (28 stycznia 1968) – piłkarz urugwajski, pomocnik. Wzrost 170 cm, waga 70 kg.

## Kariera
Karierę zawodową rozpoczął w 1986 roku w klubie Danubio FC, z którym w 1988 zdobył swój pierwszy tytuł mistrza Urugwaju. Rok później dotarł razem z klubem do półfinału Copa Libertadores 1989.
Jako piłkarz klubu Danubio wziął udział w turnieju Copa América 1989, gdzie Urugwaj zdobył tytuł wicemistrza Ameryki Południowej. Pereira w meczu z Boliwią oraz w meczu fazy finałowej z Argentyną zastąpił w końcowych minutach Rubena Paza. Wciąż jako gracz Danubio uczestniczył w finałach mistrzostw świata w 1990 roku, gdzie Urugwaj dotarł do 1/8 finału. Pereira zagrał w dwóch meczach - z Hiszpanią i Włochami. W 1991 przeniósł się do Włoch, gdzie grał w drużynie US Cremonese.
Po rocznym pobycie we Włoszech Pereira wrócił do Ameryki Południowej, by także przez rok grać w argentyńskim klubie Boca Juniors. Pomógł klubowi zdobyć tytuł mistrza Argentyny w turnieju Apertura w sezonie 1992/93. W 1993 został piłkarzem klubu Club Nacional de Football, a rok później grał już w klubie CA Peñarol, z którym 4 razy z rzędu zdobył tytuł mistrza Urugwaju - w 1994, 1995, 1996 i 1997. W 1998 jako gracz Peñarolu zakończył karierę piłkarską. Razem z Peñarolem dwukrotnie dotarł do ćwierćfinału Copa Libertadores – w 1997 i 1998.
Od 7 sierpnia 1988 do 17 lipca 1996 Pereira rozegrał w reprezentacji Urugwaju 27 meczów i zdobył 1 bramkę.